# Clayton-Jensen-Reaktion
Die Clayton-Jensen-Reaktion ist eine Namensreaktion der organischen Chemie. Die Reaktion wurde von J. O. Clayton, W. L. Jensen, L. Z. Soborovsky, Y. M. Zinovev, M. A. Englin und Roderich Graf erforscht. Als erstes berichteten jedoch Clayton und Jensen im Jahre 1948 von der Reaktion.

## Übersichtsreaktion
Bei der Clayton-Jensen-Reaktion handelt es sich um eine direkte Chlorophosphorisierung von aliphatischen Kohlenwasserstoffen mit Hilfe von Sauerstoff und Phosphortrichlorid.
Die Ausbeute der Reaktion ist auf Grund der Kontamination durch oxidierendes Phosphortrichlorid sehr gering. Eine geringfügig höhere Ausbeute lässt sich durch einen erhöhten Kohlenwasserstoffeinsatz erzielen.

## Reaktionsmechanismus
Im vorgeschlagenen Reaktionsmechanismus beginnt die radikalische Reaktion auf Grund von Spuren eines Initiators im Kohlenwasserstoff spontan. Der Kohlenwasserstoff reagiert mit einem Chlorradikal zu einem Kohlenwasserstoffradikal.
Auch die Entstehung des Iodradikals beruht auf den vorhandenen Initiator. Das Iodradikal greift ein Sauerstoffmolekül an. Das entstehende Radikal reagiert anschließend mit Phosphortrichlorid zu einem Zwischenprodukt, welches ein Hypoioditradikal abspaltet. Im letzten Schritt erfolgt eine Abbruchreaktion des Radikals, in dem es entweder mit einem Chlorradikal oder mit einem im ersten Schritt gebildeten Kohlenwasserstoffradikal reagiert. Somit entsteht ein Gemisch aus Phosphorylchlorid  und Alkylphosophorylchlorid.

## Anwendung
Die Clayton-Jensen-Reaktion findet in der Synthese von Alkylphosphorylchlorid Anwendung.